# John Mairai
John Tapu Mairai (28 de noviembre de 1945 - 22 de diciembre de 2023) fue un poeta, actor, orador, dramaturgo, profesorfrancopolinesio. Fue un pionero del teatro Reo Tahiti y miembro de la Academia Tahitiana.

## Biografía
Mairai nació el 28 de noviembre de 1945 en Papeete, y creció en Mataiva, en las Tuamotus. Fue educado en Lycée Paul-Gauguin en Tahití antes de estudiar bellas artes en la Universidad Graceland en Estados Unidos. A su regreso a la Polinesia Francesa trabajó como marinero, antes de incorporarse a la Oficina Territorial de Acción Cultural. En 1983 fundó la compañía de teatro Teata Maruao ("Teatro del amanecer"), y en 1987 produjo Maro Putoto, una adaptación de Macbeth de Shakespeare en Reo Tahiti. En 1992 produjo Te Manu Tane, una adaptación de Reo Tahiti de Le Bourgeois gentilhomme de Molière. También produjo otras obras basadas en la historia de Tahití, incluidas "Opuhara" y "Tavi roi et la loi". Posteriormente trabajó como periodista deportivo, editor de Les Nouvelles y presentador de televisión para Tahiti Nui Television. A partir de 1999 enseñó en el Conservatorio Artístico de la Polinesia Francesa.
En julio de 2019 fue nombrado caballero de la Ordre des Arts et des Lettres. En junio de 2020 fue nombrado caballero de la Orden de Tahiti Nui. En junio de 2020 fue elegido miembro de la Academia Tahitiana.
Mairai murió el 22 de diciembre de 2023, a la edad de 78 años.